# Iba N'Diaye
Pour les articles homonymes, voir N'Diaye.
Iba N'Diaye, né le 28 mai 1928 à Saint Louis (Sénégal) et mort le 4 octobre 2008 à Clamart, est un peintre sénégalais.

## Biographie
À quinze ans, élève du Lycée Faidherbe de Saint Louis du Sénégal, il peint les affiches des deux cinémas de la ville.
En 1948, il s'installe à Paris où il fréquente les clubs de jazz et entreprend des études d'architecture à l'École des beaux-arts. C'est au sculpteur Zadkine qu'il doit la découverte de la sculpture traditionnelle du continent africain.
Il commence à voyager en Europe et visite les musées d'art.
L'indépendance de son pays d'origine précipite son retour au Sénégal en 1959. Il participe à la création de l'École des arts du Sénégal, où il fait en 1962 sa première exposition personnelle et où il enseigne jusqu'en 1966.
C'est dans son atelier de la Ruche et dans celui de la campagne périgourdine qu’il peint la série des dix huiles sur le thème du sacrifice rituel du mouton qui seront exposées en 1970 dans le cadre du festival de Sarlat, puis en 1974 à la Maison de la culture d'Amiens.
En 1981, il montre pour la première fois son travail à New York.
En 1987, le Musée national d'ethnologie de Munich organise la première grande rétrospective de l'œuvre d'Iba Ndiaye en Europe. Celle-ci est ensuite présentée aux Pays-Bas à l'Africa Museum de Berg en Dal en 1989, puis en Finlande au Musée d'art moderne de Tampere en 1990.
En 1996 a lieu au Musée Escher de la Haye Iba Ndiaye - peintre entre continents, exposition organisée par Franz Kaiser, conservateur en chef au musée municipal de La Haye.
En janvier 2000, Iba Ndiaye inaugure une exposition personnelle à Saint Louis, sa ville natale qu'il a quittée 50 ans auparavant.
Il meurt le 4 octobre 2008 à Clamart.